# 黄茶

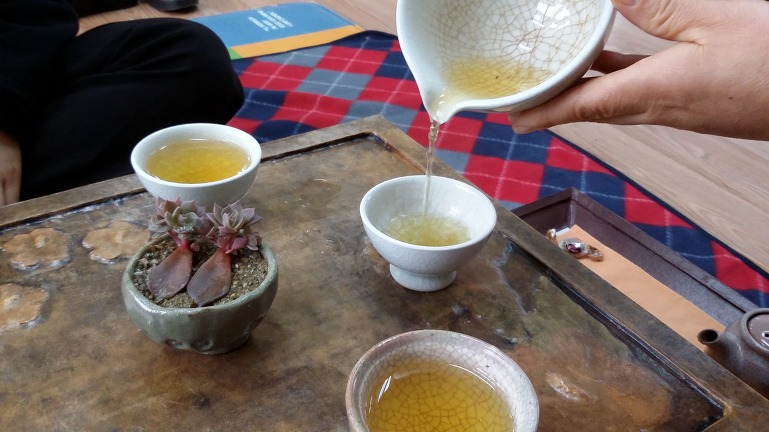
黄茶泡出来的图片展示

黄茶是一种与绿茶的加工工艺略有不同的茶，多了一道焖堆渥黄工序。焖堆后，叶已变黄，再经干燥制成，黄茶浸泡后是黄汤黄叶，属于轻发酵茶。名茶如湖南的君山银针等，浸泡后每叶都在杯中立着，“如刀山剑硭”。其它著名的黄茶还有：蒙顶黄芽、北港毛尖、鹿苑毛尖、霍山黄芽、沩江白毛尖、温州黄汤、皖西黄大茶、广东大叶青、海马宫茶。黃茶是中國六大茶類之一，也是中國非常重要的茶葉種類。

## 分类
黄茶分为黄芽茶、黄小茶和黄大茶三类。
- 黄大茶：如安徽的霍山黄大茶（中国地理标志产品）、广东的大叶青等。
- 黄小茶：如湖南宁乡的沩山毛尖、湖南岳阳的北港毛尖、湖北的远安鹿苑、浙江的平阳黄汤等。
- 黄芽茶：如湖南岳阳的君山银针、四川名山的蒙顶黄芽、安徽霍山的霍山黄芽、浙江德清的莫干黄芽等。